# Studebaker US6
Studebaker US6 — 2,5 т вантажівка американської корпорації Студебекер періоду Другої світової війни.

## Історія
У США 1940 оголосили конкурс повнопривідних 6×6 військових вантажівок середньої вантажності 2,5 т з колісною базою 3658 мм. У ньому взяли участь Дженерал Моторс CCKW, International Harvester M-5H-6, Студебекер, чия модель вирізнялась надійним і потужним (94 к.с.) 6-циліндровим мотором Hercules JXD. Але мотор не відповідав прийнятим технічним вимогам армії США і вантажівки Studebaker US6 пішли на озброєння союзників США. Три запропоновані на конкурс вантажівки мали чимало спільних комплектуючих, схожий зовнішній вигляд і у були поставлені 1941 у серійне виробництво. Виробництво US6 припинили весною 1945 р. Самоскиди і тягачі US6 отримували коротку колісну базу. Також частина машин мали привід 6×4.
Загалом було виготовлено до 200 000 машин тринадцяти модифікацій US6 (U1 — U13).

## Вплив
Автомобіль мав великий вплив на післявоєнний розвиток автомобільної промисловості в СРСР. На основі конструкції Studebaker US6 були розроблені вантажівки ГАЗ-51, ГАЗ-63, частково ЗІС-150.

### Модифікації
- U1 — вантажівка 6×6 з колісною базою 3760 мм без лебідки. 425 шт. 1941
- U2 — вантажівка 6×6 з колісною базою 3760 мм з лебідкою. 779 шт. 1941
- U3 — вантажівка 6×6 з колісною базою 4120 мм без лебідки. 103.739 шт. 1941—1945
- U4 — вантажівка 6×6 з колісною базою 4120 мм з лебідкою. 18.779 шт. 1941—1945
- U5 — автоцистерна 2800 л, 6×6 з колісною базою 4120 мм без лебідки. 500 шт. 1941/42 → 1425 шт. 1945
- U6 — сідловий тягач 5 т, 6×4 з колісною базою 3760 мм без лебідки. 8640 шт. 1942—1945
- U7 — вантажівка 5 т 6×4 з колісною базою 4120 мм без лебідки. 66.998 шт. 1942—1945
- U8 — вантажівка 5 т 6×4 з колісною базою 4120 мм з лебідкою. 12.104 шт. 1942—1945
- U9 — спеціальне шасі 6×6 з колісною базою 4120 мм без лебідки. 1699 шт. 1942/43 → 375 шт. 1945
- U10 — самоскид із заднім розвантаженням 6×6 з колісною базою 3760 мм без лебідки. 300 шт. 1943
- U11 — самоскид із заднім розвантаженням 6×6 з колісною базою 3760 мм з лебідкою. 100 шт. 1943
- U12 — самоскид з бічним розвантаженням 6×6 з колісною базою 3760 мм без лебідки. 300 шт. 1943
- U13 — самоскид з бічним розвантаженням 6×6 з колісною базою 3760 мм з лебідкою. 100 шт. 1943

## Експлуатанти
- США
- СРСР: по програмі Ленд-лізу було поставлено близько 200.000 автівок. Частина машин поставлялась у розібраному стані і збиралась на місці. Після завершення війни вантажівки мали б повернути в США, але значна кількість автомобілів залишилась в СРСР.
- Бельгія
- Велика Британія
- Франція